# سهلان
سهلان (بالفارسية: سهلان) (بالأذرية: Sağalan) هي قرية في مقاطعة تبريز، إيران. بلغ التعداد السكاني لهذه القرية 3,664 نسمة في إحصاء عام 2006.